# Tiffany Townsend
Tiffany Townsend (ur. 14 czerwca 1989) – amerykańska lekkoatletka specjalizująca się w biegach sprinterskich.
Podczas mistrzostw świata juniorów w 2008 roku zajęła piąte miejsce w biegu na 200 metrów oraz była członkinią amerykańskiej sztafety 4 x 100 metrów, która sięgnęła po złoty medal. Stawała na podium juniorskich mistrzostw USA oraz mistrzostw NCAA. Zdobyła srebrny medal Letniej Uniwersjady w 2011 roku w sztafecie 4 x 100 metrów. Brązowa medalistka IAAF World Relays (2017).

## Osiągnięcia
| Rok  | Impreza                       | Miejsce   | Konkurencja             | Lokata     | Wynik   |
| ---- | ----------------------------- | --------- | ----------------------- | ---------- | ------- |
| 2008 | Mistrzostwa świata juniorów   | Bydgoszcz | bieg na 200 m           | 5. miejsce | 23,64   |
| 2008 | Mistrzostwa świata juniorów   | Bydgoszcz | sztafeta 4 x 100 m      | 1. miejsce | 43,66   |
| 2010 | Młodzieżowe mistrzostwa NACAC | Miramar   | bieg na 200 m           | 1. miejsce | 22,92   |
| 2011 | Uniwersjada                   | Shenzhen  | sztafeta 4 x 100 m      | 2. miejsce | 43,48   |
| 2017 | IAAF World Relays             | Nassau    | sztafeta 4 × 200 metrów | 3. miejsce | 1:30,87 |

## Rekordy życiowe
- bieg na 100 metrów – 11,08 (11 lipca 2015, Madryt)
- bieg na 200 metrów – 22,26 (19 lipca 2013, Monako)
- bieg na 200 metrów (hala) – 22,90 (11 marca 2011, College Station)
- bieg na 300 metrów (hala) – 36,74 (7 lutego 2015, Boston)